# Out of a Clear Sky
Out of a Clear Sky er en amerikansk stumfilm fra 1918 af Marshall Neilan.

## Medvirkende
- Marguerite Clark
- Thomas Meighan - Robert Lawrence
- E. J. Ratcliffe - Uncle Dyreck
- Bobby Connelly - Bill
- Raymond Bloomer